# Kaj Dahl
Kaj Dahl, född 1945 i Ekenäs, död 2003 i Helsingfors, var en finlandssvensk fotograf och författare. 
Dahl var en självlärd fotograf med skärgården och genuint skärgårdsliv som största fascination. 1970 inledde han sin yrkeskarriär som icke heltidsanställd vid bildbyrån Pressfoto och han var en av Hufvudstadsbladets två utsända fotografer vid OS i München. Sedan tog dokumenterandet av skärgården över och kom att dominera merparten av hans resterande liv.

## Utställningar
Dahls första fotoutställning Än lever skärgården hade premiär på kulturdagarna i Ekenäs 10–19 maj 1974 och turnerade sedan i Finland och Sverige. Den sågs bland annat av 30 000 personer på Stockholms stadsmuseum. 1979 kom utställningen Skärgården lever som inte blev den succé som hans tidigare utställning var. Utställningen Herrgårdar i Finland visades 1990 och följdes av Kungsvägens kulturlandskap 1991.